# Сальдивар, Альфредо
Альфредо Сальдивар Медина (исп. Alfredo Saldivar Medina; 9 февраля 1990, Мехико, США) — мексиканский футболист, вратарь.

## Клубная карьера
Сальдивар — воспитанник клуба УНАМ Пумас. В 2007 году Альфредо начал выступать за команду дублёров «Пумас Морелос». 15 августа 2010 года в матче против «Монтеррея» он дебютировал в мексиканской Примере, выйдя на замену после удаления Алехандро Паласиоса. В 2011 году Сальдивар помог команде выиграть чемпионат. В 2017 году после того, как Паласиос покинул команду, Альфредо стал основным вратарём клуба. Летом 2020 года Сальдивар перешёл в «Толуку». 31 октября в матче против «Некаксы» он дебютировал за новую команду. 

## Достижения
Командные
 УНАМ Пумас
- Чемпионат Мексики по футболу — Клаусура 2011